# Насмітник звичайний
Насмітник звичайний, евклідій сирійський (Euclidium syriacum) — вид рослин з родини капустяних (Brassicaceae), поширений у південно-східній і східній Європі та в Азії.

## Опис
Однорічна рослина 10–25 см заввишки. Стебло розкидисто-гіллясте. Рослина густо запушена 2-роздільними і простими волосками. Пелюстки білі, 1–1.25 мм довжиною і близько 0.25 мм шириною, майже рівні або трохи довше довгастих чашолистків. Стручечек горішкоподібний, міцно сидить на гілочці, не розкривається, яйцеподібний, 4-гранний, 3–4 мм довжиною, 2–2.5 мм завширшки. Трава (4)10–40(45) см заввишки. Насіння коричневе, довгасте, 1.3–1.7 × 0.8–1.2 мм. 2n = 14.

## Поширення
Поширений у південно-східній і східній Європі та в Азія на схід до Сіньцзяну й на південний схід до Індії; інтродукований до США й деяких країн Європи.
В Україні вид зростає біля доріг і на полях — у Передкарпатті (Коломия), Лісостепу (на півдні), Степу та Криму.